# Zenroren
La Confederación Nacional de Sindicatos (全国労働組合総連合;Zenkoku Rōdōkumiai sōrengō) es una organización central nacional sindical de Japón. Como la reorganización de los trabajadores del "lado derecho" de la coalición formada en 1989, del centro Sōhyō. El sindicato dentro de la izquierda como NTU de la Unión de Trabajadores hizo un resultado de la división. Criticó la campaña electoral sistemática durante la crítica general y la extorsión del Partido Socialista de Japón, y tiene una fuerte relación con el Partido Comunista de Japón.

## Sindicatos afiliados
- Sindicato de Trabajadores de la Construcción, el Transporte y el Sector General de Japón (CTG, kenkoro) (Incorpora el antiguo Sindicato Nacional de Ingenieros de Locomotoras Ferroviarias JNR )
- Sindicatos de Trabajadores de Maquinaria de Información y Metal de Japón (JMIU)
- Federación Japonesa de Sindicatos de Trabajadores del Transporte de Automóviles (jiko-soren)
- Federación Nacional de Sindicatos de Comprobadores de Carga de Buques (kensu-roren)
- Sindicatos de trabajadores de la industria de las telecomunicaciones (tsushinroso)
- Federación Nacional de Sindicatos de Trabajadores de Cooperativas de Consumidores (seikyororen)
- Unión Nacional de Trabajadores Generales de Zenroren (Zenroren zenkoku-ippan)
- Sindicato de Trabajadores de las Industrias Textiles y del Vestido (seni-sanro)
- Federación Nacional de Sindicatos de Trabajadores de las Finanzas (kin-yu-roren)
- Federación General de Sindicatos de Trabajadores de la Impresión y la Publicación de Japón (zeninsoren)
- Federación Japonesa de Sindicatos de Trabajadores de la Radiodifusión Comercial (minpororen)
- Sindicatos de Trabajadores del Cine y Industrias Afines (eisanro)
- Federación General de Sindicatos de Trabajadores del Cine y el Teatro de Japón (eiensoren）
- Federación Japonesa de Sindicatos de Trabajadores de la Medicina (nihon-iroren)
- Sindicato Nacional de Trabajadores del Bienestar y del Cuidado Infantil (fukushi-hoikuro)
- Unión de Jubilados de Japón (nenkinsha-kumia)
- Federación Japonesa de Sindicatos de Empleados de Servicios Públicos Nacionales (kokko-roren)
- Federación Japonesa de Sindicatos de Trabajadores de Prefecturas y Municipios (jichiroren)
- Federación Japonesa de Sindicatos de Profesores y Personal (zenkyo)
- Sindicato de Trabajadores de la Industria Postal (yusanro)
- Consejo de enlace de los sindicatos en las empresas públicas (tokushuhojin-roren)